# SM Entertainment
Az S.M. Entertainment egy dél-koreai szórakoztatóipari vállalat.

## Története
1995-ben alapította I Szuman. A cég a dél-koreai szórakoztatóipar „nagy hármakként” ismertté vált három leghíresebb vállalatának egyike, a piaci részesedés tekintetében az első helyen áll a YG Entertainment előtt.
Az S.M. előadói indították el a koreai hullám K-pop-részét. A cég a szórakoztatóipar mellett a turizmusban is működik. Előadói közé tartozik többek között BoA, az f(x), az Exo, a Girls’ Generation, a Red Velvet, a SHINee, a Super Junior, a TRAX és a TVXQ, NCT (NCT 127, NCT U, NCT Dream, WayV) és a 2019-ben debütált SuperM.